# Vaimastvere
Vaimastvere är en ort i Estland. Den ligger i Jõgeva kommun och landskapet Jõgevamaa, i den centrala delen av landet, 110 km sydost om huvudstaden Tallinn. Vaimastvere ligger 87 meter över havet och antalet invånare är 346.
Terrängen runt Vaimastvere är mycket platt. Runt Vaimastvere är det ganska tätbefolkat, med 75 invånare per kvadratkilometer. Närmaste större samhälle är Jõgeva, 9,4 km sydost om Vaimastvere. I omgivningarna runt Vaimastvere växer i huvudsak blandskog.